# Montignac-Toupinerie
Montignac-Toupinerie ist eine französische Gemeinde mit 139 Einwohnern (Stand 1. Januar 2022) im Département Lot-et-Garonne in der Region Nouvelle-Aquitaine (vor 2016: Aquitanien). Die Gemeinde gehört zum Arrondissement Marmande und zum Kanton Les Coteaux de Guyenne.

## Geographie
Montignac-Toupinerie liegt ca. 15 Kilometer nordöstlich von Marmande in der historischen Provinz Agenais am nordwestlichen Rand des Départements.
Umgeben wird Montignac-Toupinerie von den fünf Nachbargemeinden:
|           | Miramont-de-Guyenne                         |          |
| Seyches   | Kompassrose, die auf Nachbargemeinden zeigt | Armillac |
| Puymiclan | Saint-Barthélemy-d’Agenais                  |          |

Montignac-Toupinerie liegt im Einzugsgebiet des Flusses Garonne.
Le Trec de la Greffière, einer seiner Nebenflüsse, und der Ruisseau de Lacouresse, ein Nebenfluss der Canaule, entspringen auf dem Gebiet der Gemeinde.

## Geschichte
Die Gemeinde ging aus zwei Kirchengemeinden, deren erste Erwähnungen bis in das 11. Jahrhundert zurückgehen. Bis 1803 waren sie als Zweiggemeinde von Saint-Barthélemy-d’Agenais vereinigt.

## Einwohnerentwicklung
Nach Beginn der Aufzeichnungen stieg die Einwohnerzahl bis zur Mitte des 19. Jahrhunderts auf einen Höchststand von rund 485. In der Folgezeit sank die Größe der Gemeinde bei kurzen Erholungsphasen bis zur Jahrtausendwende auf 100 Einwohner, bevor eine Phase mit moderatem Wachstum einsetzte, die bis heute anhält.
| Jahr      | 1962 | 1968 | 1975 | 1982 | 1990 | 1999 | 2006 | 2011 | 2022 |
| --------- | ---- | ---- | ---- | ---- | ---- | ---- | ---- | ---- | ---- |
| Einwohner | 220  | 180  | 150  | 146  | 120  | 110  | 122  | 141  | 139  |

## Sehenswürdigkeiten

### Pfarrkirche Notre-Dame in Montignac
Sie ist im 16. Jahrhundert errichtet. Der fünfeckige Chor ist mit einem Kreuzrippengewölbe versehen, das Langhaus mit einer Deckentäfelung.

### Pfarrkirche Saint-Martin in Toupinerie
Die Kirche ist aus sichtbarem Tuffstein gebaut. Ihre Apsis hat einen flachen Abschluss. Das Eingangsportal besitzt eine Archivolte aus dem 11. und 12. Jahrhundert. Darüber erhebt sich ein massiver Glockengiebel mit zwei Glocken.

## Wirtschaft und Infrastruktur
Die Landwirtschaft mit dem Schwerpunkt auf dem Anbau von Getreide ist einer der wichtigsten Wirtschaftsfaktoren der Stadt.

### Verkehr
Montignac-Toupinerie ist erreichbar über die Route départementale 228, 279 und 315.